# 쉘든 레너드

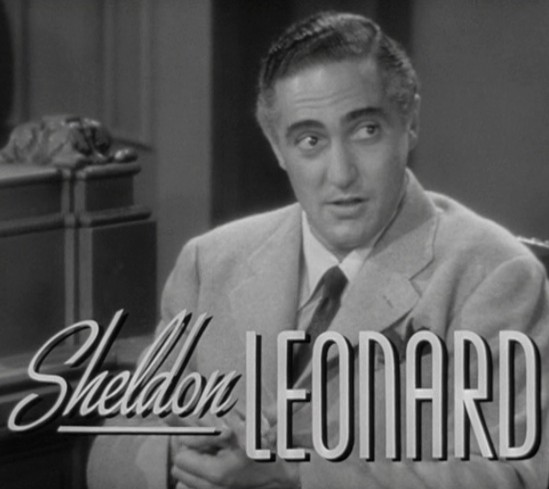

쉘든 레너드(Sheldon Leonard, 1907년 2월 22일 ~ 1997년 1월 11일)는 미국의 배우, 영화 프로듀서, 영화 감독, 텔레비전 배우, 영화배우이다.
맨해튼에서 태어났으며 베벌리힐스에서 사망하였다.

## 영화
- 아빠는 첩보원 (1994년)
- 샌포드 앤 선 (1972년)
- 화성인 마틴 - TV 시리즈 (1963년)
- 포켓에 가득찬 행복 (1961년)
- 아가씨와 건달들 (1955년)
- 달려라 래시 (1954년)
- 애보트와 코스텔로 - 투명인간을 만나다 (1951년)
- 컴 필 더 컵 (1951년)
- 마이 드림 이즈 유어스 (1949년)
- 썸웨어 인 더 나잇 (1946년)
- 멋진 인생 (1946년)
- 좀비 온 브로드웨이 (1945년)
- 소유와 무소유 (1944년)
- 럭키 조단 (1942년)
- 위크-엔드 인 하바나 (1941년)